# Flugplatz Mariental

i7
i11
i13
Der Flugplatz Mariental (englisch Mariental Aerodrome, ICAO-Code: FYML) liegt 4,5 Kilometer nordwestlich von Mariental in Namibia. Er verfügt über zwei Start- und Landebahnen; 01/19 mit einer Länge von 2000 Metern und einer Breite von 25 Metern sowie 12/30 mit einer Länge von 1500 Metern und einer Breite von 30 Metern. Piste 01/19 hat einen Asphaltbelag und Piste 12/30 hat einen Kiesbelag.
Der Flugplatz wird nicht im Linienverkehr bedient. Passkontrolle und Zoll sind für privaten Flugverkehr nicht möglich.

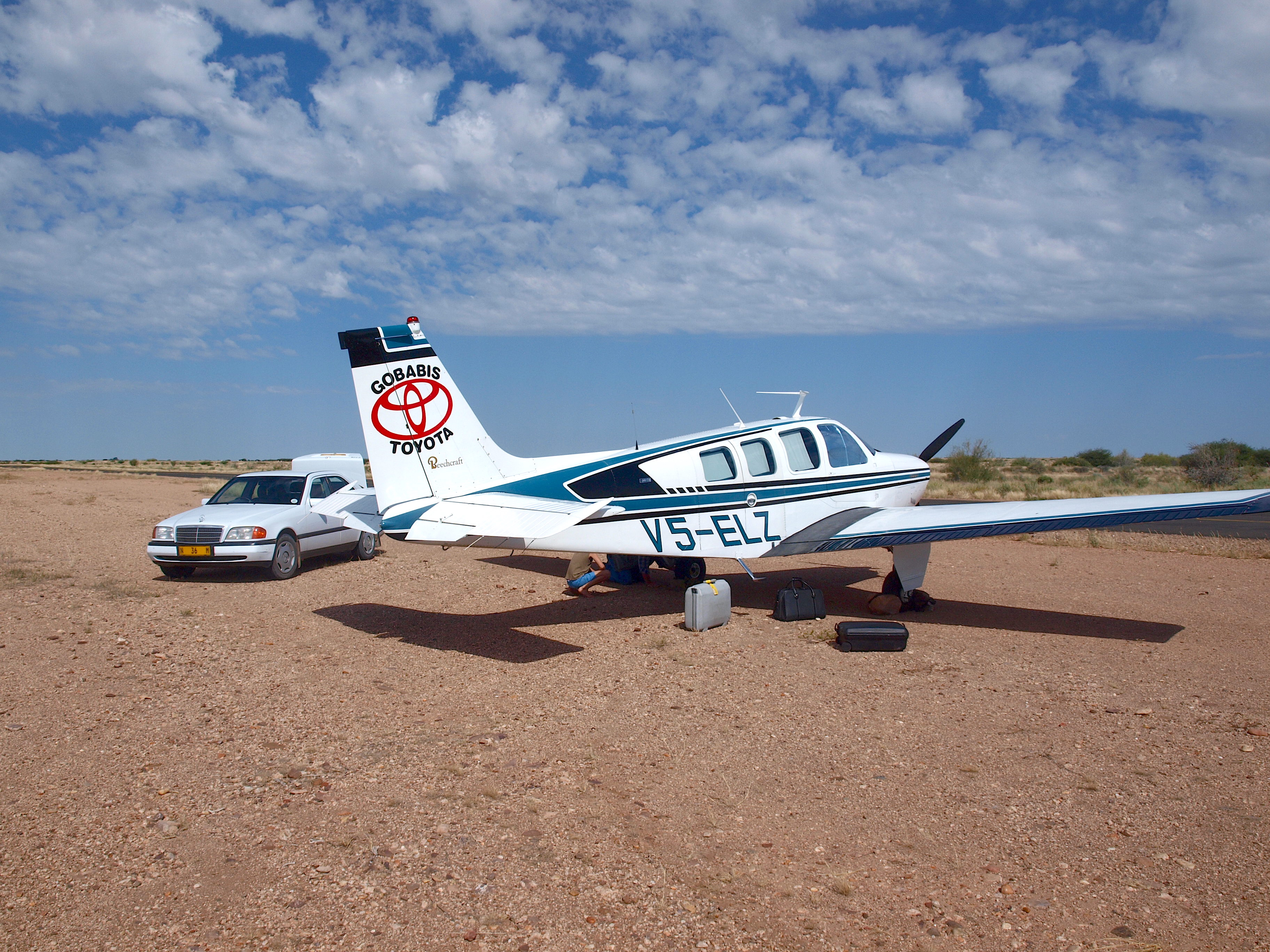
Eine Beechcraft A36 Bonanza auf dem Flugplatz Mariental